# ハラルト・ホイヤー
ハラルト・ホイヤー (ドイツ語: Harald Hoyer、1971年12月4日 - ) は、ドイツのプログラマ・写真家である。initramfsの生成器及びフレームワークであるdracut、Linux向けのデバイスマネージャであるudev、System V initの代替であるsystemd、EFIブートローダのgummibootの開発で知られている。彼は1997年からLinuxカーネルに多数の貢献をしている。2012年、ケイ・シェバースと共にFedoraの/lib・/bin・/sbinを/usr以下に統合する活動の主要な推進者となった。
現在はレッドハットで勤務している。
彼はドイツのファーターシュテッテン在住である。